# Tupua troglodytes
Tupua troglodytes är en spindelart som beskrevs av Norman I. Platnick 1990. Tupua troglodytes ingår i släktet Tupua och familjen Synotaxidae.
Artens utbredningsområde är Tasmanien. Inga underarter finns listade i Catalogue of Life.